# Збройовий плутоній

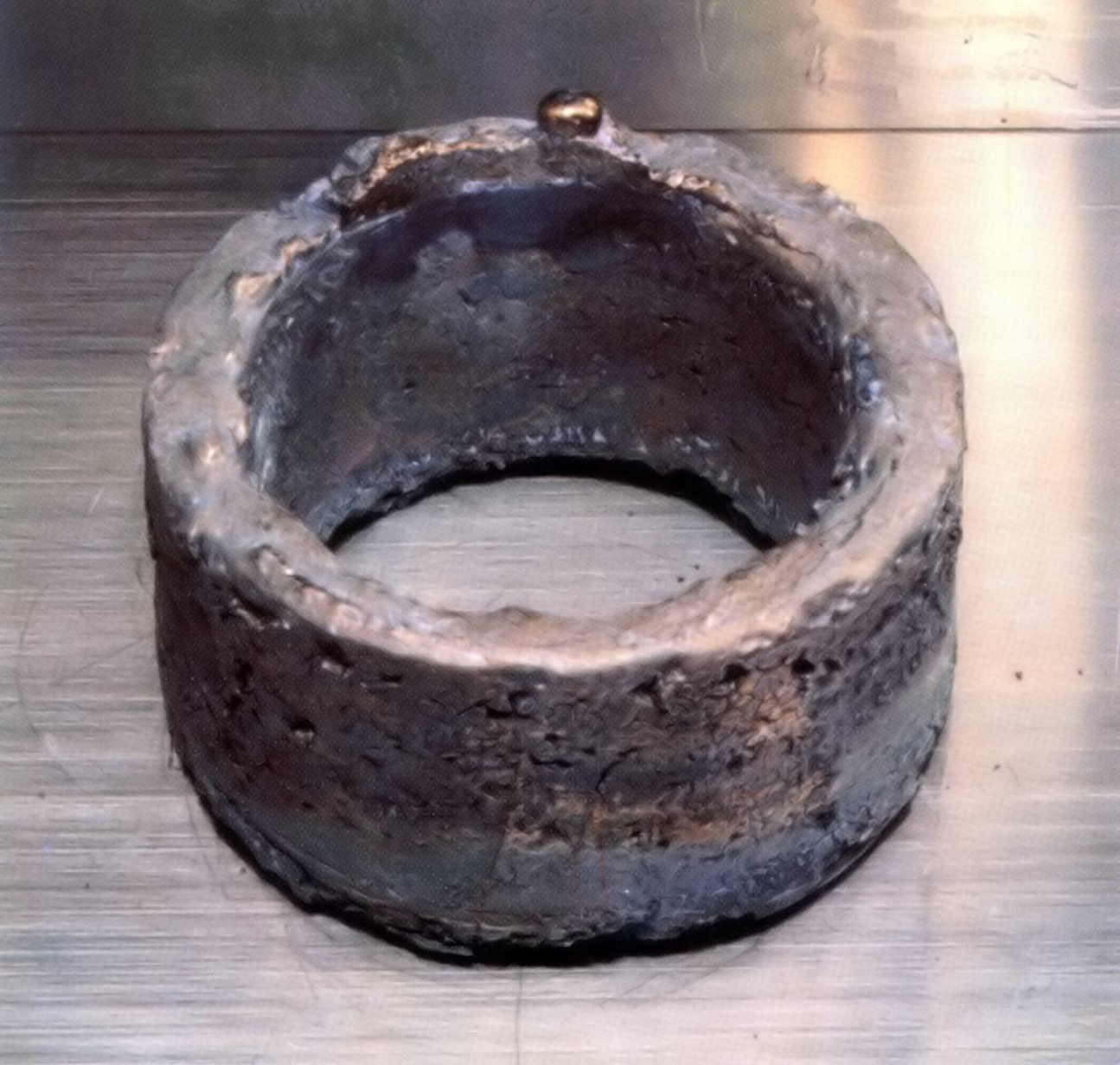
Кільце чистого електрорафінованого збройового плутонію (99,996 %)

Збройовий плутоній, або плутоній-239 — це плутоній у формі компактного металу, що містить не менше 94 % ізотопу 239Pu. Призначений для створення ядерної зброї.

## Назва і особливості
«Збройовим» його називають, щоб відрізнити від «реакторного». Плутоній утворюється в будь-якому ядерному реакторі, що працює на природному або низькозбагаченому урані, що містить переважно ізотоп 238U, при захопленні ним надлишкових нейтронів. Але в міру роботи реактора збройовий ізотоп плутонію швидко вигорає, як наслідок у реакторі накопичується значна кількість ізотопів 240Pu, 241Pu і 242Pu, що утворюються при послідовних захопленнях кількох нейтронів — оскільки глибина вигоряння зазвичай визначається економічними факторами. Чим менша глибина вигоряння, тим менше ізотопів 240Pu, 241Pu і 242Pu, міститиме плутоній, виділений з опроміненого ядерного палива, але тим менша кількість плутонію в паливі утворюється.
Спеціальне виробництво плутонію для зброї, що містить майже виключно 239Pu, потрібно, переважно, тому, що ізотопи з масовими числами 240 і 242 створюють високий нейтронний фон, що утруднює конструювання ефективних ядерних боєприпасів, крім того, 240Pu і 241Pu мають істотно менший період напіврозпаду, ніж 239Pu, тому плутонієві деталі нагріваються, і в конструкцію ядерного боєприпасу доводиться додатково вводити елементи тепловідведення. Крім того, продукти розпаду важких ізотопів псують кристалічну решітку металу, що може призвести до зміни форми деталей із плутонію і спричинити відмову ядерного вибухового пристрою. Критична маса металевих 240Pu і 242Pu вельми велика, 241Pu — трохи більша, ніж у 239Pu.
У принципі, усі ці труднощі переборні. Успішно випробувано ядерні вибухові пристрої з «реакторного» плутонію, однак у боєприпасах, де не останню роль відіграє компактність, мала вага, надійність і довговічність, застосовують виключно спеціально вироблений збройовий плутоній.

## Виробництво
У СРСР збройовий плутоній спочатку виробляли на комбінаті «Маяк» у місті Озерськ (раніше Челябінськ-40, Челябінськ-65), потім на Сибірському хімічному комбінаті в Сєверську (раніше Томськ-7), пізніше в експлуатацію введено Гірничо-хімічний комбінат у Желєзногорську (відомий також, як Соцмісто і Красноярськ-26). Від 1997 року напрацьовуваний у Росії збройовий плутоній перестали використовувати у виготовленні ядерних зарядів; він почав надходити в сховища в межах виконання Російською Федерацією «Угоди між Урядом Російської Федерації і Урядом Сполучених Штатів Америки про співробітництво стосовно реакторів, які виробляють плутоній», що набрав чинності 23 вересня 1997 року. У 1999 році зупинено реактори в Озерську і Сєверську, у 2010 — останній реактор у Желєзногорську.
У США збройовий плутоній виготовляли в декількох місцях, наприклад, у Генфордському комплексі, розташованому в штаті Вашингтон. Виробництво закрито 1988 року.

## Утилізація
Від кінця 1990-х США і Росія розробляли угоди щодо утилізації надлишкового збройового плутонію.
2 вересня 1998 року президенти Росії і США ухвалили спільну заяву «Про засади обігу та утилізації плутонію, заявленого як такий, що більше не є необхідним для цілей оборони».
Угоду про утилізацію плутонію, який не є більше необхідним для цілей оборони, підписали 29 серпня 2000 року в Москві і 1 вересня 2000 року у Вашингтоні віце-президент США Альберт Гор і прем'єр-міністр Росії Михайло Касьянов. Ратифікацію проведено в червні 2011 року. Угода передбачала переробку 34 т плутонію кожною зі сторін.
Спочатку, 2001 року, планувалося почати утилізацію від 2007 року в обсязі не менше 2 тонн на рік . За повідомленнями від 2010 року, початок утилізації планувався на 2018 рік.
Восени 2016 року Росія направила США повідомлення про призупинення дії угоди, через невиконання США взятих на себе зобов'язань.